# Irmgard Horlbeck-Kappler
Irmgard Horlbeck-Kappler (* 6. August 1925 in Leipzig; † 3. Oktober 2016 ebenda) war eine deutsche Malerin, Grafikerin, Schrift- und Buchgestalterin und Hochschullehrerin.

## Leben
Irmgard Kappler absolvierte von 1940 bis 1943 eine Ausbildung als technische Zeichnerin in Leipzig und war bis 1948 beruflich als Teilkonstrukteurin tätig.
Von 1948 bis 1952 studierte sie an der Hochschule für Grafik und Buchkunst Leipzig. Ihr Lehrer war Egon Pruggmayer. Anschließend wurde sie bis 1957 mit einer Lehrtätigkeit am Institut für Kunsterziehung der Karl-Marx-Universität Leipzig beauftragt. Zugleich war Horlbeck-Kappler ab 1953 an der Hochschule für Grafik und Buchkunst Leipzig beschäftigt. 1968 wurde sie an dieser Hochschule zur Professorin und Leiterin der Fachklasse Kalligrafie, dekorative Gestaltung und Buchgestaltung ernannt. 1985 erfolgte die Emeritierung.

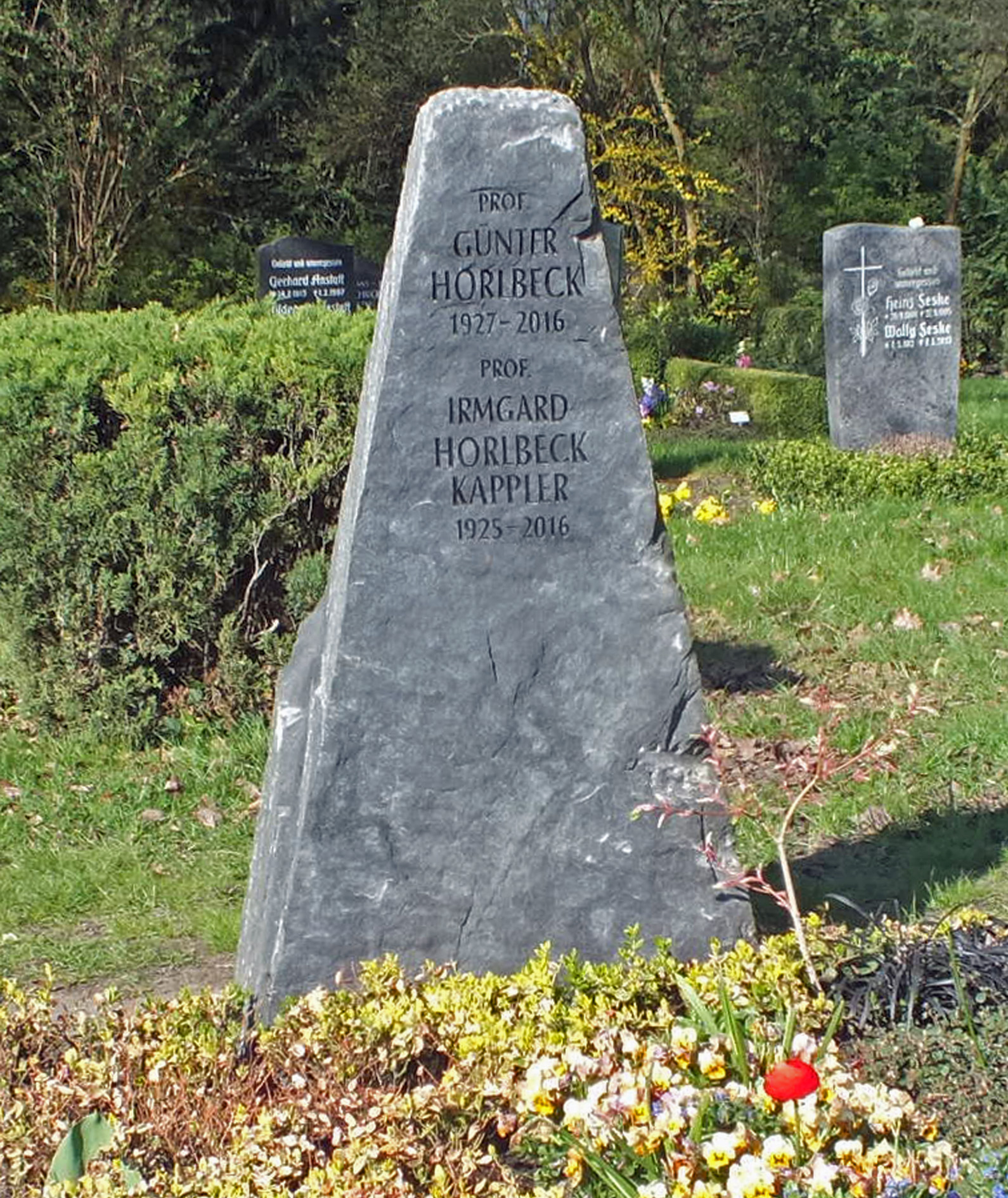
Ihre Grabstätte

Für den Reclam-Verlag Leipzig gestaltete Irmgard Horlbeck-Kappler ab 1957 zunächst die Taschenbücher und gemeinsam mit ihrem Mann Günter Horlbeck die sogenannte C-Reihe mit individuell gestalteten Umschlägen neu. Für die 1963 erfolgte Rekonstruktion der Normalreihe der Universal-Bibliothek entwickelte sie eine Schriftlösung mit unterschiedlichen Farben für die einzelnen Literaturgruppen, mit einer Sonderreihe als Fortführung der C-Reihe. Ihre Rekonstruktion der Reclam-Taschenbücher wurde 1965 im Wettbewerb Schönste Bücher der DDR  ausgezeichnet.
Irmgard Horlbeck-Kappler war von 1952 bis 1990 Mitglied des Verbands Bildender Künstler der DDR Sie hatte eine bedeutende Zahl von Einzelausstellungen und Ausstellungsbeteiligungen, u. a. von 1958 bis 1988 an allen Deutschen Kunstausstellungen bzw. Kunstausstellungen der DDR in Dresden. 1978 wurde sie mit dem Kunstpreis der Stadt Leipziggeehrt.
Studienreisen führten sie 1965 nach Polen, 1978 und 1980 in die Bundesrepublik Deutschland und 1983 nach Paris.
2004 erfolgte die Gründung der Stiftung Irmgard Horlbeck-Kappler am Museum der bildenden Künste in Leipzig. 
Das Grab Irmgard Horlbeck-Kapplers und ihres Mannes befindet sich auf dem Südfriedhof in Leipzig.

## Darstellung Irmgard Horlbeck-Kapplers in der bildenden Kunst
- Bernhard Heisig: Die Buchgestalterin Irmgard Horlbeck-Kappler (Lithografie, 75 × 35 cm, vor 1967)[1]

## Rezeption
„… die mit Erfolg (und beachtlicher Auswirkung auf die Buchkunst) skripturale Graphik pflegt.“
Lothar Lang

## Museen und öffentliche Sammlungen mit Werken Irmgard Horlbeck-Kapplers (unvollständig)
- Braunschweig: Herzog Anton Ulrich-Museum[3]

- Chemnitz: Kunstsammlungen am Theaterplatz[4]
- Dresden: Galerie Neue Meister[5]
- Dresden: Sächsischer Kunstfonds[5]
- Leipzig: Museum der bildenden Künste
- Putbus: Kulturstiftung Rügen[6]
- Stendal: Winckelmann-Museum[7]
- Weimar: Klassik Stiftung Weimar

### Ausstellungskataloge
- Irmgard Horlbeck-Kappler. Skripturale Grafik. Ausstellungs-Katalog. Museum der bildenden Künste, Leipzig 1975.
- Irmgard Horlbeck-Kappler. Ausstellungs-Katalog. Leipzig, Hochschule für Grafik und Buchkunst, Leipzig 1987.
- Irmgard Horlbeck-Kappler. Ausstellungs-Katalog. Großpösna, Großpösna 1993.
- Irmgard Horlbeck-Kappler – Malerei. Ausstellungs-Katalog Siegburg, Stadtmuseum, Siegburg 1995.
- Irmgard Horlbeck-Kappler – Sonne im Gestein. Malerei. Mit einem Werkverzeichnis der Malerei 1956–1999. Ausstellungs-Katalog. Universität Leipzig, Galerie im Hörsaalbau, Leipzig 2000.
- Irmgard-Horlbeck-Kappler-Stiftung (Hrsg.): Irmgard Horlbeck-Kappler. Monumente und Flügelfiguren. Gemälde, Gouachen, Zeichnungen, Aquarelle, Mono-Lithographien. Ausstellungs-Katalog. Museum der bildenden Künste, Leipzig 2005.